# Vlaggen van afhankelijke gebieden
Dit overzicht bevat vlaggen van afhankelijke gebieden.

## Argentinië
| Kaart | Gebied                | Vlag | Artikel over de vlag                                       | Ratio | Ingebruikname   |
| ----- | --------------------- | ---- | ---------------------------------------------------------- | ----- | --------------- |
|       | Argentijns Antarctica |      | Vlag van Vuurland, Antarctica en Zuid-Atlantische eilanden | 2:3   | 9 november 1999 |

## Australië
| Kaart | Gebied                              | Vlag | Artikel over de vlag      | Ratio | Ingebruikname                                       |
| ----- | ----------------------------------- | ---- | ------------------------- | ----- | --------------------------------------------------- |
|       | Ashmore- en Cartiereilanden         |      |                           |       | Geen officiële vlag                                 |
|       | Australisch Antarctisch Territorium |      |                           |       | Geen officiële vlag                                 |
|       | Christmaseiland                     |      | Vlag van Christmaseiland  | 1:2   | 26 januari 2002                                     |
|       | Cocoseilanden                       |      | Vlag van de Cocoseilanden | 1:2   | Niet officieel, 6 april 2004 voor het eerst gehesen |
|       | Heard en McDonaldeilanden           |      |                           |       | Geen officiële vlag                                 |
|       | Koraalzee-eilanden                  |      |                           |       | Geen officiële vlag                                 |
|       | Norfolk                             |      | Vlag van Norfolk          | 1:2   | 21 oktober 1980                                     |

## Chili
| Kaart | Gebied    | Vlag | Artikel over de vlag | Ratio | Ingebruikname       |
| ----- | --------- | ---- | -------------------- | ----- | ------------------- |
|       | Antártica |      |                      |       | Geen officiële vlag |

## Volksrepubliek China
| Kaart | Gebied   | Vlag | Artikel over de vlag | Ratio | Ingebruikname    |
| ----- | -------- | ---- | -------------------- | ----- | ---------------- |
|       | Hongkong |      | Vlag van Hongkong    | 2:3   | 1 juli 1997      |
|       | Macau    |      | Vlag van Macau       | 2:3   | 20 december 1999 |

## Denemarken
| Kaart | Gebied    | Vlag | Artikel over de vlag | Ratio | Ingebruikname |
| ----- | --------- | ---- | -------------------- | ----- | ------------- |
|       | Faeröer   |      | Vlag van de Faeröer  | 8:11  | 25 april 1940 |
|       | Groenland |      | Vlag van Groenland   | 2:3   | 21 juni 1985  |

## Finland
| Kaart | Gebied | Vlag | Artikel over de vlag | Ratio | Ingebruikname |
| ----- | ------ | ---- | -------------------- | ----- | ------------- |
|       | Åland  |      | Vlag van Åland       | 17:26 | 3 april 1954  |

## Frankrijk

### Overzeese regio's
| Kaart | Regio        | Vlag | Artikel over de vlag  | Ratio | Ingebruikname   |
| ----- | ------------ | ---- | --------------------- | ----- | --------------- |
|       | Frans-Guyana |      | Vlag van Frans-Guyana | 2:3   | Niet officieel  |
|       | Guadeloupe   |      | Vlag van Guadeloupe   | 2:3   | Niet officieel  |
|       | Martinique   |      | Vlag van Martinique   | 2:3   | 2 februari 2023 |
|       | Mayotte      |      | Vlag van Mayotte      | 2:3   | Niet officieel  |
|       | Réunion      |      | Vlag van Réunion      | 2:3   | Niet officieel  |

### Overzeese gemeenschappen
| Kaart | Gemeenschap              | Vlag | Artikel over de vlag              | Ratio | Ingebruikname   |
| ----- | ------------------------ | ---- | --------------------------------- | ----- | --------------- |
|       | Frans-Polynesië          |      | Vlag van Frans-Polynesië          | 2:3   | 4 december 1984 |
|       | Saint-Barthélemy         |      | Vlag van Saint-Barthélemy         | 2:3   | Niet officieel  |
|       | Sint-Maarten             |      | Vlag van Sint-Maarten             | 2:3   | Niet officieel  |
|       | Saint-Pierre en Miquelon |      | Vlag van Saint-Pierre en Miquelon | 2:3   | Niet officieel  |
|       | Wallis en Futuna         |      | Vlag van Wallis en Futuna         | 2:3   | Niet officieel  |

### Overzees gebiedsdeel met bijzondere status
| Kaart | Gebiedsdeel     | Vlag | Artikel over de vlag     | Ratio   | Ingebruikname |
| ----- | --------------- | ---- | ------------------------ | ------- | ------------- |
|       | Nieuw-Caledonië |      | Vlag van Nieuw-Caledonië | 2:3 1:2 | 17 juli 2010  |

### Overzees territorium
| Kaart | Gebiedsdeel                | Vlag | Artikel over de vlag                   | Ratio | Ingebruikname    |
| ----- | -------------------------- | ---- | -------------------------------------- | ----- | ---------------- |
|       | Franse Zuidelijke Gebieden |      | Vlag van de Franse Zuidelijke Gebieden | 2:3   | 23 februari 2007 |

### Overige gebieden
| Kaart | Gebiedsdeel | Vlag | Artikel over de vlag | Ratio | Ingebruikname       |
| ----- | ----------- | ---- | -------------------- | ----- | ------------------- |
|       | Clipperton  |      |                      |       | Geen officiële vlag |

## Koninkrijk der Nederlanden

### Vlaggen van de vier Koninkrijkslanden
| Kaart | Land         | Vlag | Artikel over de vlag  | Ratio | Ingebruikname    |
| ----- | ------------ | ---- | --------------------- | ----- | ---------------- |
|       | Aruba        |      | Vlag van Aruba        | 2:3   | 18 maart 1976    |
|       | Curaçao      |      | Vlag van Curaçao      | 2:3   | 2 juli 1984      |
|       | Nederland    |      | Vlag van Nederland    | 2:3   | 19 februari 1937 |
|       | Sint Maarten |      | Vlag van Sint Maarten | 2:3   | 13 juni 1985     |

### Vlaggen van de Nederlandse bijzondere gemeentes
| Kaart | Gemeente       | Vlag | Artikel over de vlag    | Ratio | Ingebruikname    |
| ----- | -------------- | ---- | ----------------------- | ----- | ---------------- |
|       | Bonaire        |      | Vlag van Bonaire        | 2:3   | 11 december 1981 |
|       | Saba           |      | Vlag van Saba           | 2:3   | 6 december 1985  |
|       | Sint Eustatius |      | Vlag van Sint Eustatius | 2:3   | 16 november 2004 |

## Nieuw-Zeeland
| Kaart | Gebied          | Vlag | Artikel over de vlag         | Ratio | Ingebruikname       |
| ----- | --------------- | ---- | ---------------------------- | ----- | ------------------- |
|       | Cookeilanden    |      | Vlag van de Cookeilanden     | 1:2   | 4 augustus 1979     |
|       | Niue            |      | Vlag van Niue                | 1:2   | 15 oktober 1975     |
|       | Ross Dependency |      | Vlag van het Ross Dependency | 1:2   | Geen officiële vlag |
|       | Tokelau         |      | Vlag van Tokelau             | 1:2   | 7 september 2009    |

## Noorwegen
| Kaart | Gebied            | Vlag | Artikel over de vlag | Ratio | Ingebruikname       |
| ----- | ----------------- | ---- | -------------------- | ----- | ------------------- |
|       | Bouvet            |      |                      |       | Geen officiële vlag |
|       | Jan Mayen         |      |                      |       | Geen officiële vlag |
|       | Koningin Maudland |      |                      |       | Geen officiële vlag |
|       | Peter I-eiland    |      |                      |       | Geen officiële vlag |
|       | Spitsbergen       |      |                      |       | Geen officiële vlag |

## Verenigd Koninkrijk
| Kaart | Gebied                                         | Vlag | Artikel over de vlag                                    | Ratio                      | Ingebruikname       |
| ----- | ---------------------------------------------- | ---- | ------------------------------------------------------- | -------------------------- | ------------------- |
|       | Akrotiri en Dhekelia                           |      | Vlag van Akrotiri en Dhekelia                           | 3:5 (op land) 1:2 (op zee) | Geen officiële vlag |
|       | Anguilla                                       |      | Vlag van Anguilla                                       | 1:2                        | 29 november 1990    |
|       | Bermuda                                        |      | Vlag van Bermuda                                        | 1:2                        | 4 oktober 1910      |
|       | Brits Antarctisch Territorium                  |      | Vlag van het Brits Antarctisch Territorium              | 1:2                        | 1 augustus 1963     |
|       | Brits Indische Oceaanterritorium               |      | Vlag van het Brits Indische Oceaanterritorium           | 1:2                        | 8 november 1990     |
|       | Britse Maagdeneilanden                         |      | Vlag van de Britse Maagdeneilanden                      | 1:2                        | 5 november 1960     |
|       | Falklandeilanden                               |      | Vlag van de Falklandeilanden                            | 1:2                        | 25 januari 1999     |
|       | Gibraltar (te land)                            |      | Vlag van Gibraltar                                      | 1:2                        | 8 november 1982     |
|       | Kaaimaneilanden                                |      | Vlag van de Kaaimaneilanden                             | 1:2                        | 1959                |
|       | Montserrat                                     |      | Vlag van Montserrat                                     | 1:2                        | 10 april 1909       |
|       | Pitcairneilanden                               |      | Vlag van de Pitcairneilanden                            | 1:2                        | 2 april 1984        |
|       | Sint-Helena, Ascension en Tristan da Cunha     |      | Vlag van Sint-Helena, Ascension en Tristan da Cunha     | 3:5 (op land) 1:2 (op zee) | Geen officiële vlag |
|       | Turks- en Caicoseilanden                       |      | Vlag van de Turks- en Caicoseilanden                    | 1:2                        | 7 november 1968     |
|       | Zuid-Georgia en de Zuidelijke Sandwicheilanden |      | Vlag van Zuid-Georgia en de Zuidelijke Sandwicheilanden | 1:2                        | 3 oktober 1985      |

### Administratieve eenheden van Sint-Helena, Ascension en Tristan da Cunha
| Kaart | Eiland           | Vlag | Artikel over de vlag      | Ratio | Ingebruikname   |
| ----- | ---------------- | ---- | ------------------------- | ----- | --------------- |
|       | Ascension        |      | Vlag van Ascension        | 1:2   | 11 mei 2013     |
|       | Sint-Helena      |      | Vlag van Sint-Helena      | 1:2   | 4 oktober 1984  |
|       | Tristan da Cunha |      | Vlag van Tristan da Cunha | 1:2   | 20 oktober 2002 |

### Kanaaleilanden

#### Baljuwschap Guernsey
| Kaart | Eiland             | Vlag | Artikel over de vlag | Ratio | Ingebruikname    |
| ----- | ------------------ | ---- | -------------------- | ----- | ---------------- |
|       | Alderney           |      | Vlag van Alderney    | 1:2   | 20 december 1993 |
|       | Guernsey (te land) |      | Vlag van Guernsey    | 2:3   | 1985             |
|       | Herm               |      | Vlag van Herm        | 3:5   | 1953             |
|       | Sark               |      | Vlag van Sark        | 3:5   | 1938             |

#### Baljuwschap Jersey
| Kaart | Eiland           | Vlag | Artikel over de vlag | Ratio | Ingebruikname    |
| ----- | ---------------- | ---- | -------------------- | ----- | ---------------- |
|       | Jersey (te land) |      | Vlag van Jersey      | 3:5   | 10 december 1980 |

### Man
| Kaart | Eiland        | Vlag | Artikel over de vlag | Ratio | Ingebruikname   |
| ----- | ------------- | ---- | -------------------- | ----- | --------------- |
|       | Man (te land) |      | Vlag van Man         | 1:2   | 1 december 1932 |

## Verenigde Staten
| Kaart | Gebied                      | Vlag | Artikel over de vlag                    | Ratio | Ingebruikname                                      |
| ----- | --------------------------- | ---- | --------------------------------------- | ----- | -------------------------------------------------- |
|       | Amerikaanse Maagdeneilanden |      | Vlag van de Amerikaanse Maagdeneilanden | 2:3   | 17 mei 1921                                        |
|       | Amerikaans-Samoa            |      | Vlag van Amerikaans-Samoa               | 1:2   | 24 april 1960                                      |
|       | Baker                       |      |                                         |       | Geen officiële vlag                                |
|       | Guam                        |      | Vlag van Guam                           | 22:41 | 9 november 1948                                    |
|       | Howland                     |      |                                         |       | Geen officiële vlag                                |
|       | Jarvis                      |      |                                         |       | Geen officiële vlag                                |
|       | Johnstonatol                |      | Vlag van het Johnstonatol               | 2:3   | Niet officieel                                     |
|       | Kingman                     |      |                                         |       | Geen officiële vlag                                |
|       | Midway                      |      | Vlag van Midway                         | 3:5   | Niet officieel, 29 mei 2000 voor het eerst gehesen |
|       | Navassa                     |      |                                         |       | Geen officiële vlag                                |
|       | Noordelijke Marianen        |      | Vlag van de Noordelijke Marianen        | 1:2   | 4 juli 1976                                        |
|       | Palmyra-atol                |      | Vlag van het Palmyra-atol               | 2:3   | Niet officieel                                     |
|       | Puerto Rico                 |      | Vlag van Puerto Rico                    | 2:3   | 22 december 1895, officieel sinds 1952             |
|       | Wake-eiland                 |      | Vlag van Wake-eiland                    | 2:3   | Niet officieel                                     |